# Olazione
L'olazione è una delle reazioni chimiche inorganica che porta alla formazione di poliossometallati in soluzione acquosa. La reazione alternativa è chiamata ossolazione e porta alla formazione di un osso-dimero.
L'olazione e l'ossolazione sono responsabili per la formazione di molti materiali naturali e sintetici. Tali materiali sono solitamente polimeri insolubili.
Le due reazioni sono alla base della sintesi di ossi-idrossidi metallici solidi a partire da ioni metallici in soluzione acquosa, e sono di grande considerazione nella chimica dolce.
L'olazione è una reazione di condensazione tra due complessi metallici coordinati da molecole di acqua:
[MLn(OH)]z + [MLn(OH2)]z → [LnM-OH-MLn]2z + H20
M rappresenta il metallo, L è un ligante idrossido o una molecola d'acqua e z è la carica del complesso.
Quando il complesso formato è di carica nulla (z = 0), può diventare il "precursore di carica zero" per la formazione di ossi-idrossidi metallici solidi. Tale processo è chiamato policondensazione.
Altrimenti, si otterranno polianioni.

## Meccanismo
L'Olazione presenta un meccanismo dissociativo in più fasi:
Fase I: Una molecola d'acqua, il cui pKa è diminuito dall'attrazione del metallo, rilascia un protone (idrossilazione).
MLn(H2O) → MLn-OH + H+
Fase II: Una molecola d'acqua legata ad un altro centro metallico si dissocia da esso. La velocità di reazione dipende dalla labilità del legame della molecola d'acqua.
MLn(H2O) → MLn + H2O
Fase III: Il doppietto elettronico spaiato dell'idrossido di formato nella prima fase riempie la lacuna creata nella seconda:
MLn-OH-MLn
Con il raggiungimento di una carica nulla, il processo può proseguire ottenendo un policatione e ripetendosi 
numerose volte può arrivare alla gelificazione.

## Concia delle pelli
L'olazione ricopre una grande importanza nel processo di concia delle pelli usando cromo (III) solfato. Questo sale si scioglie dando il cation esaacquocromo(III) ([Cr(H2O)6]3+) e anioni solfato. [Cr(H2O)6]3+ agisce da acido secondo la reazione
[Cr(H2O)6]3+ {\displaystyle {\overrightarrow {\leftarrow }}} [Cr(H2O)5OH]2+ + H+;  Keq ~ 10-4 M
La formazione di [Cr(H2O)5OH]2+ è favorita da pH elevati. Questo complesso idrossido può a questo punto subire la olazione:

[Cr(H2O)6]3+ + [Cr(H2O)5OH]2+  →  [(Cr(H2O)5)2(μ-OH)]5+ + H2O
2[Cr(H2O)5OH]2+  →  [(Cr(H2O)4)2(μ-OH)2]4+  +  2 H2O
La formazione del "diolo" della seconda reazione è favorita e accelerata dal calore e da pH elevati. L'equilibrio di questi due fattori, temperatura e pH della soluzione, insieme con la concentrazione di cromo (III), influenza la continuazione della polimerizzazione di [(Cr(H2O)4)2(μ-OH)2]4+.
I prodotti dell'ossolazione risultano meno suscettibili all'idrolisi acida che i ponti idrossido. Questi agglomerati formano una reticolazione tra le proteine della pelle, essenzialmente subunità di collagene, nel processo di concia.
La chimica effettiva del [Cr(H2O)6]3+ è in realtÀ più complessa nel bagno di concia piuttosto che in acqua a causa della presenza di una grande varietà di leganti. Alcuni ligandi comprendono l'anione solfato, i gruppi carbossilici del collagene, i gruppi amminici delle catene laterali degli aminoacidi e vari agenti mascheranti. Questi agenti mascheranti sono acidi carbossilici, come l'acido acetico, utilizzati per sopprimere la formazione di catene di policromati. Gli agenti mascheranti permettono al conciatore di aumentare ulteriormente il pH per aumentare la reattività del collagene senza inibire la penetrazione del complesso di cromo(III). I reticoli formati dalle specie policromo arrivano ad essere lunghi fino a circa 17 Å.